# Amieiro (Alijó)
Amieiro is een plaats (freguesia) in de Portugese gemeente Alijó en telt 104 inwoners (2001).